# 1993 VO
1993 VO är en asteroid i huvudbältet som upptäcktes den 5 november 1993 av de båda japanska astronomerna Takeshi Urata och Yoshisada Shimizu vid Nachi-Katsuura-observatoriet.
Asteroiden har en diameter på ungefär 4 kilometer.